# Assemblies of God
De Assemblies of God, afgekort AG, officiële naam World Assemblies of God Fellowship, is het grootste verband van pinkstergemeenten ter wereld. 
De Assemblies of God is in 1914 opgericht in Hot Springs (Arkansas) in de Verenigde Staten. In 2022 telde het kerkelijk verband wereldwijd ongeveer 85,4 miljoen leden en 445.000 kerkelijke gemeenten. In de VS bevinden zich 12.277 van de aangesloten gemeenten. 
In Nederland zijn de Verenigde Pinkster- en Evangeliegemeenten verbonden met dit kerkgenootschap. Daarmee zijn er ruim 180 Nederlandse kerkelijke gemeenten verbonden met de Assemblies of God.
De Assemblies of God hangen een conservatieve protestantse leer aan en kennen de doop met de Heilige Geest, de Wederkomst van Jezus, spreken in tongen en gebedsgenezing.